# 天城サリー
天城サリー（あまき サリー、Sally Amaki、4月26日 - ）は、日本に在住するアメリカ合衆国出身の女性声優、アイドルであり、デジタル声優アイドルグループ22/7のメンバー。カリフォルニア州出身。

## 人物
2016年12月24日、応募総数10,325名の中から22/7最終オーディションに合格。エントリーナンバーは11番。同グループのキャラクターメンバー、藤間桜を担当している。
両親はアメリカロサンゼルス在住の日本人である。またフランスに居住経験のある兄がいる。
英語、日本語のほか、庭師との会話で身についたスペイン語を扱うことが出来るトリリンガル。所属する22/7では「海外代表」を務めている。兄の影響でフランス語にも多少親しみがある。
声優を目指したきっかけはアニメ『銀魂』と主人公坂田銀時の声を担当する杉田智和に感銘を受けたため。特技はフィギュアスケート。
社会不安障害（SAD）患者であることを公表している。
クランチロール・アニメアワードやAniplex Online Fest、『SACRA MUSIC NEWS』で司会やMCを務める。

## 出演
太字はメインキャラクター。

### テレビアニメ
2017年
- DIVE!!（小学生）※いまいまい名義

2018年
- 3D彼女 リアルガール（2018年 - 2019年、女性、女子生徒） - 2シリーズ※いまいまい名義

2019年
- かぐや様は告らせたい〜天才たちの恋愛頭脳戦〜（ベルトワーズ・ベツィー）
- きんだーてれび「大福くん＠きんてれ」（マンゴー大福ちゃん）
- Fate/Grand Order -絶対魔獣戦線バビロニア-（子供）

2020年
- 22/7（藤間桜）
- 『ヒプノシスマイク -Division Rap Battle-』Rhyme Anima（女性B）

2021年
- 擾乱 THE PRINCESS OF SNOW AND BLOOD（咲月）
- ピーチボーイリバーサイド（ベレット）
- やくならマグカップも 二番窯（ヒメナ・バルデス）

2022年
- ぼっち・ざ・ろっく!（清水イライザ、生徒）

2023年
- トモちゃんは女の子!（キャロル・オールストン） - 英語版にも同役で出演
- UniteUp!（香椎はな、香椎さき）
- ワールドダイスター（カトリナ・グリーベル）

2024年
- 夜のクラゲは泳げない（鈴村あかり）
- 真夜中ぱんチ（綾の友達）

2025年
- mono（猪俣先輩〈偽・田島〉）
- ゲーセン少女と異文化交流（リリー・ベイカー）
- カッコウの許嫁 Season2（観客達）

### 劇場アニメ
- パンドラとアクビ（2019年、アクビ[21][22]） - 前後編
- 岬のマヨイガ（2021年、座敷童[23]）
- フラ・フラダンス（2021年、環奈の後輩）

### ゲーム
2020年
- マギアレコード 魔法少女まどか☆マギカ外伝（アシュリー・テイラー）
- 22/7 音楽の時間（藤間桜）

2021年
- 君は雪間に希う （）
- ブレイブソード×ブレイズソウル（バロックフロート）

2022年
- オーバーウォッチ2 （霧子） - 英語版

2023年
- ワールドダイスター 夢のステラリウム（カトリナ・グリーベル）

2024年
- マーベル・ライバルズ（ペニー・パーカー） - 英語版にも同役で出演

2025年
- 魔法少女まどか☆マギカ Magia Exedra（アシュリー・テイラー）
- 魔法司書アリアナ 〜七英傑の書〜（ディビーナ・オルデン）

### 吹き替え
- 龍族 -The Blazing Dawn-（2024年、リン[34]、仮面少女）

### デジタルコミック
- ラブコメと怪獣退治の不文律（2023年、桜木アンナ[35]）
- マタギの子作り（2024年、又鬼射胡[36]）
- ぼっち・ざ・ろっく!外伝 廣井きくりの深酒日記（2024年 - 、清水イライザ[37]）

### ラジオ
- 22/7 割り切れないラジオ（2017年4月23日 - 2018年7月1日、超!A&G+） - 不定期[38]
- くらてん！（2019年4月7日 - 2020年3月29日、超!A&G+）- MC
- 22/7 天城サリー 帆風千春の10分で話しきるなんてムズイ！（2020年2月5日 - 2020年2月26日、TOKYO FM）[39]
- 22/7 割り切れないラジオ+（2020年7月4日 - 2023年4月1日、超!A&G+） - 不定期
- ガクのネ 天城サリー(22/7)のBehind the Scene（2021年4月5日 - 4月26日、ニッポン放送） - パーソナリティ
- 天城サリーのラジオな時間（2022年1月5日 - 、Radiotalk） - パーソナリティ
- ANIPLEX presents ANIMEコンシェルジュ（2022年2月1日 - 2024年9月24日、ニッポン放送） - MC
- TVアニメ「トモちゃんは女の子!」キャロルのふわっとRADIO（2022年11月27日 - 2023年4月3日、音泉） - パーソナリティ
- Anime English Club with Sally Amaki（2025年5月13日 - 、ニッポン放送PODCAST STATION・YouTubeほか） - パーソナリティ[40]

### テレビ番組
- 22/7 計算中（2018年7月7日 - 2024年3月30日、藤間桜）
- チルテレ 「◯◯女子」（2020年8月29日、BS日テレ[41]・YouTube[42]）
- 22/7 検算中（2021年1月9日 - 3月27日）
- 世界とつながる不思議な教室（2021年4月19日、NHK Eテレ）
- 日本統一 関東編（2023年4月、マジカル美少女アップルちゃん） - 声の出演[43]
- 22/7 計算外（2024年4月20日 - ）

### インターネットテレビ
- Aniplex Online Fest（2020・2021・2022・2023、メインMC）
- クランチロール・アニメアワード（2023 - 、メインMC[44]）
- WEB番組「アニプレックスNEXT」#3-1, #3-2, #3-3，#3-4（2020年 - 2021年、天の声 [45]）
- WEB番組「アニバコ」（2020年9月 - 11月、アニメイトタイムズYouTubeチャンネル）
- 「天城サリー、絶体絶命の秘密基地」〜Secret Base〜（2021年 - 、ニコニコチャンネル）

### ミュージカル・舞台
- 悪ノ娘@amipro（2021年・2024年） - ミカエラ 役[46][47]
- 歌劇「千本桜〜令和間引刻〜」（2025年） - 初音未來 役[48]

### 朗読劇
- 江戸川乱歩朗読劇「幻調乱歩大系」（2025年[49]）
- 幻調乱歩4 夜明けに怯える怪機城（2025年[50]）

### その他コンテンツ
- 22/7（2016年 -、藤間桜）
- テレビCM『豆しば学園』（2019年、女子高生[1]）
- 英語学習アプリ「スヌーピーえいご」（2021年、コミックナレーション[51]）
- SACRA MUSIC（2021年 -、六番町さくら[52]）
- Project:;COLD 1.8 case.633（2022年、榊明日美[53]）
- ONN'ON studios（2023年、メモリちゃん[54]）

## ディスコグラフィ

### キャラクターソング
| 発売日         | 商品名                                                                                                  | 歌 | 楽曲                                            | 備考                                                       |
| -------------- | --- | --- | ----------------------------------------------- | ---------------------------------------------------------- |
| 2020年5月27日  | 「22/7」Blu-ray & DVD Vol.2 完全生産限定版特典CD                                                        | 藤間桜（天城サリー） | 「生きることに楽になりたい」                    | テレビアニメ『22/7』エンディングテーマ                     |
| 2023年1月25日  | トモちゃんは女の子！Blu-ray&DVD第1巻完全生産限定版特典CD                                                | 相沢智（高橋李依）、群堂みすず（日高里菜）、キャロル・オールストン（天城サリー） | 「yurukuru＊love」                              | テレビアニメ『トモちゃんは女の子!』エンディングテーマ      |
| 2023年2月22日  | トモちゃんは女の子！Blu-ray&DVD第2巻完全生産限定版特典CD                                                | キャロル・オールストン（天城サリー） | 「Night flow」                                  | テレビアニメ『トモちゃんは女の子!』関連曲                  |
| 2023年4月26日  | トモちゃんは女の子！Blu-ray&DVD第4巻完全生産限定版特典CD                                                | キャロル・オールストン（天城サリー）、御崎光助（天﨑滉平） | 「イングリッシュ・ガーデン」                    | テレビアニメ『トモちゃんは女の子!』関連曲                  |
| 2023年5月24日  | ワナビスタ！/トゥ・オブ・アス                                                                           | 鳳ここな（石見舞菜香）、静香（長谷川育美）、カトリナ・グリーベル（天城サリー）、新妻八恵（長縄まりあ）、柳場ぱんだ（大空直美）、流石知冴（佐々木李子） | 「ワナビスタ！」                                | テレビアニメ『ワールドダイスター』オープニングテーマ       |
| 2023年6月28日  | TVアニメ『ワールドダイスター』劇中歌アルバム                                                            | カトリナ・グリーベル（天城サリー） | 「夢見月夜」                                    | テレビアニメ『ワールドダイスター』挿入歌                   |
| 2023年11月13日 | 夢のステラリウム                                                                                        | 鳳ここな（石見舞菜香）、静香（長谷川育美）、カトリナ・グリーベル（天城サリー）、新妻八恵（長縄まりあ）、柳場ぱんだ（大空直美）、流石知冴（佐々木李子）、千寿暦（鳥部万里子）、ラモーナ・ウォルフ（田中美海）、王雪（花井美春）、リリヤ・クルトベイ（安齋由香里）、与那国緋花里（下地紫野）、千寿いろは（岡咲美保）、白丸美兎（近藤玲奈）、阿岐留カミラ（若井友希）、猫足蕾（芹澤優）、本巣叶羽（赤尾ひかる）、連尺野初魅（葵井歌菜）、烏森大黒（Lynn）、舎人仁花子（斉藤朱夏）、萬容（山村響）、筆島しぐれ（吉岡麻耶） | 「夢のステラリウム」                            | ゲーム『ワールドダイスター 夢のステラリウム』関連曲        |
| 2023年12月27日 | ゲームアプリ『ワールドダイスター 夢のステラリウム』 Vocal Album Vol.1「プラネタリウム・レヴュー」       | カトリナ・グリーベル（天城サリー）、ラモーナ・ウォルフ（田中美海） | 「暁星アストレーション」                        | ゲーム『ワールドダイスター 夢のステラリウム』関連曲        |
| 2024年6月26日  | ゲームアプリ『ワールドダイスター 夢のステラリウム』VocalAlbum Vol.4「シリウスの輝きのように」           | 鳳ここな（石見舞菜香）、静香（長谷川育美）、カトリナ・グリーベル（天城サリー）、新妻八恵（長縄まりあ）、柳場ぱんだ（大空直美）、流石知冴（佐々木李子） | 「シリウスの輝きのように」 「夢のステラリウム」 | ゲーム『ワールドダイスター 夢のステラリウム』関連曲        |
| 2024年6月26日  | ゲームアプリ『ワールドダイスター 夢のステラリウム』VocalAlbum Vol.4「シリウスの輝きのように」           | カトリナ・グリーベル（天城サリー） | 「Decide」 「Fernweh」                          | ゲーム『ワールドダイスター 夢のステラリウム』関連曲        |
| 2024年6月26日  | ゲームアプリ『ワールドダイスター 夢のステラリウム』VocalAlbum Vol.4「シリウスの輝きのように」           | カトリナ・グリーベル（天城サリー）、鳳ここな（石見舞菜香）、静香（長谷川育美） | 「HAPPY NEW SHOW TIME!」                        | ゲーム『ワールドダイスター 夢のステラリウム』関連曲        |
| 2024年6月26日  | 夜のクラゲは泳げない Original Soundtrack                                                                | サンフラワードールズ | 「カラフルムーンライト」                        | テレビアニメ『夜のクラゲは泳げない』関連曲                 |
| 2024年6月26日  | 夜のクラゲは泳げない Original Soundtrack                                                                | サンフラワードールズ | 「lovely weather」                              | テレビアニメ『夜のクラゲは泳げない』関連曲                 |
| 2024年7月31日  | 「夜のクラゲは泳げない」Blu-ray Vol.2 特典CD「カラフルムーンライト 柳桃子ver.／鈴村あかりver.」         | 鈴村あかり（天城サリー） | 「カラフルムーンライト 鈴村あかりver.」         | テレビアニメ『夜のクラゲは泳げない』関連曲                 |
| 2024年8月28日  | 「夜のクラゲは泳げない」Blu-ray Vol.3 特典CD「lovely weather 瀬藤メロver.／柳桃子ver.／鈴村あかりver.」 | 鈴村あかり（天城サリー） | 「lovely weather 鈴村あかりver.」               | テレビアニメ『夜のクラゲは泳げない』関連曲                 |
| 2025年1月26日  | Worlds Dye Star                                                                                         | シリウス、銀河座、Eden、劇団電姫 | 「Worlds Dye Star」                             | ゲーム『ワールドダイスター 夢のステラリウム』関連曲        |
| 2025年3月5日   | ゲームアプリ『ワールドダイスター 夢のステラリウム』VocalAlbum Vol.5「シリウスの輝きのように Act-2」     | 鳳ここな（石見舞菜香）、カトリナ・グリーベル（天城サリー） | 「Friends Per Second」                          | ゲーム『ワールドダイスター 夢のステラリウム』関連曲        |
| 2025年3月5日   | ゲームアプリ『ワールドダイスター 夢のステラリウム』VocalAlbum Vol.5「シリウスの輝きのように Act-2」     | カトリナ・グリーベル（天城サリー） | 「Neustart」                                    | ゲーム『ワールドダイスター 夢のステラリウム』関連曲        |
| 2025年3月5日   | ゲームアプリ『ワールドダイスター 夢のステラリウム』VocalAlbum Vol.5「シリウスの輝きのように Act-2」     | カトリナ・グリーベル（天城サリー）、新妻八恵（長縄まりあ） | 「絶対！ニーデリッヒ宣言♡」                     | ゲーム『ワールドダイスター 夢のステラリウム』関連曲        |
| 2025年3月5日   | ゲームアプリ『ワールドダイスター 夢のステラリウム』VocalAlbum Vol.5「シリウスの輝きのように Act-2」     | 鳳ここな（石見舞菜香）、静香（長谷川育美）、カトリナ・グリーベル（天城サリー）、新妻八恵（長縄まりあ）、柳場ぱんだ（大空直美）、流石知冴（佐々木李子） | 「Worlds Dye Star」                             | ゲーム『ワールドダイスター 夢のステラリウム』関連曲        |
| 2025年7月7日   | TVアニメ「ゲーセン少女と異文化交流」オープニング&エンディングテーマ                                     | リリー・ベイカー（天城サリー）、草壁葵衣（小山内怜央） | 「ふたりのスタートボタン」                      | テレビアニメ『ゲーセン少女と異文化交流』オープニングテーマ |
| 2025年7月7日   | TVアニメ「ゲーセン少女と異文化交流」オープニング&エンディングテーマ                                     | リリー・ベイカー（天城サリー） | 「Amusing Flavor」                              | テレビアニメ『ゲーセン少女と異文化交流』エンディングテーマ |